# Kafr ad-Dawwar
Kafr ad-Dawwar (arabisch كفر الدوار, DMG Kafr ad-Dawwār) ist eine Stadt im Gouvernement al-Buhaira mit ca. 130.000 Einwohnern. Sie bildet eine Industriestadt nahe Alexandria. Der Mahmudiyya-Kanal führt durch Kafr ad-Dawwar nach Norden nach Alexandria. Er zweigt westlich vom Nil ab und ist die Hauptquelle für Trinkwasser und Bewässerung.

## Geschichte
Hier fand die berühmte Schlacht um Kafr ad-Dawwar zwischen der ägyptischen Armee unter Ahmed Urabi Pascha und der britischen Armee während des anglo-ägyptischen Krieges von 1882 statt. Urabi konnte fünf Wochen lang die britischen Streitkräfte daran hindern, nach Kairo vorzustoßen. Die britischen Streitkräfte änderten schließlich ihre Strategie und zogen an den Sues, um über Tel El Kebir nach Kairo zu gelangen.
Im September 1984 kam es in der Stadt zu Protesten gegen die Pläne des damaligen Diktators Hosni Mubarak, die Lebensmittelpreise in Zeiten sinkender Löhne zu erhöhen. Tausende Demonstranten warfen Steine und besetzten Märkte und Straßen. Als Reaktion darauf gingen Sicherheitskräfte gewaltsam vor und töteten drei Personen bei einer Fabrik und verletzten Dutzende weitere.

## Bevölkerungsentwicklung
| Zensusjahr | Einwohnerzahl |
| ---------- | ------------- |
| 1996       | 101.056       |
| 2006       | 114.030       |
| 2021       | 128.539       |

## Wirtschaft
Die Stadt ist bekannt für ihre Stromerzeugung sowie für die Textil- und Obstverpackungsindustrie. Andere industrielle Aktivitäten umfassen Farben, Seidenfasern und Chemikalien. Die Landwirtschaft ist eine wichtige Aktivität auf dem Land, welches das Industriegebiet umgibt.

## Söhne und Töchter der Stadt
- Hassan Shehata (* 1949), Fußballtrainer